# Глинушкин, Алексей Павлович
Алексей Павлович Глинушкин (род. 14 февраля 1979 года) — российский фитопатолог, академик РАН (2022).

## Биография
В 1996 г. окончил с отличием Сухореченскую среднюю школу
С 1 сентября 1996 г. по 25 апреля 2001 г. учился в Оренбургском гос.университе.
С ноября 1996 г начал заниматься в научном обществе Агрономического факультета по руководством профессоров Е. В. Блохина и В. Ф. Абаимова в направлении качественной оценке земель по растительному покрову и почвоведению.
С 1 июня 1998 г. по 25 октября 2000 г. помощник агронома учебно-опытного поля ОГАУ на вегетационный период.
С 1 июля 1999 г. по  27 апреля 2001 г. — агроном НПС «Кукуруза-подсолнечник».
24 сентября 2001 г. зачислен в число аспирантов очной аспирантуры по специальности 06.01. 01. «Защита растений». Руководитель проф. В. П. Лухменёв.
С 24 сентября 2001 г. — ассистент кафедры селекции, хранения и защиты растений ОГАУ.
С 1 сентября 2004 г. — преподаватель ОГАУ (кафедры селекции и защиты растений).
23 сентября 2004 г. закончил аспирантуру.
С 24 сентября преподаватель кафедры селекции и защиты растений в качестве основной должности.
27 января 2005 г. присуждена учёная степень кандидата биологических наук.
С 18 сентября — старший преподаватель кафедры селекции и защиты растений.
С 1 октября 2007 г. — председатель совета молодых учёных и специалистов ОГАУ.
С марта 2010 года — председатель совета молодых учёных и специалистов Оренбургской области.
С 2018 году в составе Комиссии по борьбе с лженаукой при Президиуме Российской академии наук, созданная в 1998 году по инициативе доктора физико-математических наук В. Л. Гинзбурга. В 2018 году комиссия по инициативе президиума РАН была разделена на две отдельные — Комиссия по борьбе с лженаукой (КБЛ РАН) и Комиссия по противодействию фальсификации научных исследований КПФНИ РАН.
С 23.03.2015 до 05.05.2023 г.  директор Федерального государственного бюджетного научного учреждения "Всероссийский научно-исследовательский институт фитопатологии" (ВНИИФ) Министерство науки и высшего образования
С мая 2023 года снят приказом Министерства науки и высшего образования с должности директора ФГБНУ ВНИИФ и уволен с должности заведующего отделом.

## Основные работы

### Книги
- Пшеница и хлеб: агроэкологическая и технологическая эффективность защиты яровой пшеницы в условиях степной зоны Южного Урала / А. П. Глинушкин. — Саратов : ИЦ «Наука», 2009. — 194, [4] с. : ил., табл., цв. ил.; 21 см; ISBN 978-5-9999-0399-0
- Фитосанитарные и гигиенические требования к здоровой почве: [монография] / А. П. Глинушкин, М. С. Соколов, Е. Ю. Торопова ; отв. ред. М. С. Соколов; Федеральное агентство науч. орг., ФГБНУ "Всероссийский НИИ фитопатологии, ФГБОУ ВО "Новосибирский гос. аграрный ун-т. — Москва : Изд-во Агрорус, 2016. — 287 с. : ил., табл.; 25 см; ISBN 978-5-903413-38-6 : 2000 экз.

### Учебные пособия
- Средства защиты растений от вредителей, болезней и сорняков : учебное пособие для студентов высших учебных заведений, обучающихся по направлениям и специальностям «Агрономия» и «Технология производства и переработки сельскохозяйственной продукции» / В. П. Лухменёв, А. П. Глинушкин; М-во сельского хозяйства Российской Федерации, Оренбургский гос. аграрный ун-т. — Оренбург : Издат. центр ОГАУ, 2012. — 594 с. : ил., табл.; 21 см. — (Учебники и учебные пособия для высших учебных заведений).

### Избранные статьи
- Глинушкин А. П., Гультяева Е. И. Характеристика сортов и линий мягкой пшеницы, выращиваемых в зоне Южного Урала, по устойчивости к возбудителю бурой ржавчины // Достижения науки и техники АПК, 2014. № 3. С. 51-53.